# Critica sociale

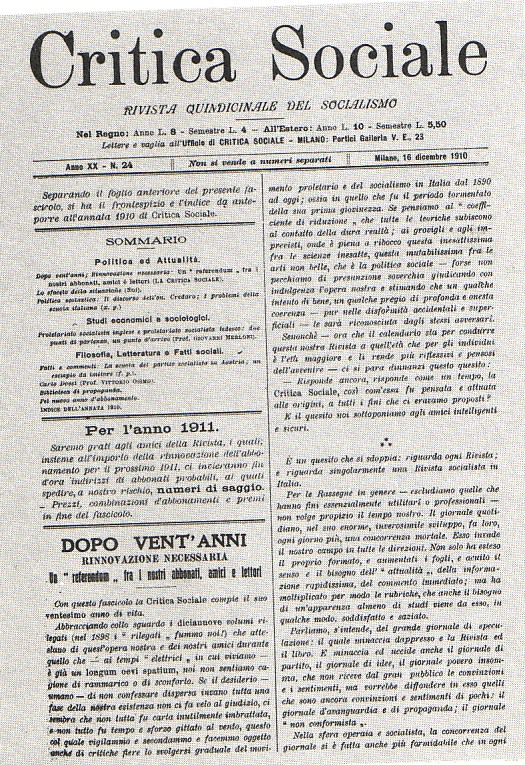
Critica Sociale del 10 de diciembre de 1910.

Critica Sociale es un periódico político italiano de inspiración socialista. Fue fundado en Milán el 15 de enero de 1891 por Filippo Turati y toma el puesto de la publicación de sociología radical Cuore e critica, dirigido durante cuatro años en Savona por Arcangelo Ghisleri con la colaboración para los ámbitos político y social del mismo Turati.

## Historia
En la fase que va de 1891 a 1898, Critica Sociale es testimonio de la presencia política y de la autonomía del socialismo y en sus páginas se convierte en intérprete del periodo de "intransigencia" del partido que se está fundando.
Nace en esteperíodo la polémica contra los anarquistas y los obreristas, y a la vez la lucha por la autonomía en confrontación a la izquierda burguesa, republicana y radical.
El 1 de enero de 1893 Critica sociale, que ha aceptado completamente el programa del Partido Socialista Italiano aprobado en el Congreso de Génova, cambia el subtítulo del encabezamiento de Rivista di studi sociali, politici e letterari a Rivista quindicinale del socialismo scientifico y está lista para afrontar todos las graves problemas públicos de los años noventa del siglo XIX (escándalos bancarios, represiones de los fasci siciliani, la guerra de Abisinia, los motines populares por el pan) con artículos de fuerte denuncia.
Del 1 de mayo de 1898 al 1 de julio de 1899 la revista es secuestrada e interrumpida a causa de la condena de su director, terminando así su primera fase, sin duda, la más animada y rica en perspectivas.
La nueva fase de Critica Sociale se abre en 1901 y corresponde al periodo giolittiano. En esta fase la revista se convierte en la expresión de la tendencia reformista dentro del partido.
En el arco de tiempo que va de 1902 a 1913 la revista afronta los problemas de las escuelas, discutiendo el papel de los enseñantes, su organización, la administración de la enseñanza, la higiene y el alimento en las escuelas y no deja de contestar al misnisterio de guerra en cuanto a su afirmación de que es necesario reducir el gasto en las necesidades de las escuelas.
Critica Sociale adopta, al hablar de literatura, una metodología crítica positivista y marxista, y, convencida de la eficacia de los libros, la instrucción y las bibliotecas, ofrece al lector, indiferentemente, desde los versos sociológicos de Pietro Gori a las poesías de Ada Negri y las páginas narrativas de Italo Svevo.
Siempre estuvo atenta a comentar los fenómenos ideológicos de la época, buscando informar a sus lectores de las nuevas tendencias, dando juicios y valoraciones filtrados a través de la mentalidad socialista.
Las tendencias supermísticas de Nietzsche y D'Annunzio reciben poca aceptación en Critica Sociale, convencida de que los intelectuales deben abrirse y promover nuevas formas de cultura moderna pero en tono con la realidad y las exigencias de la vida social.
Cuando Italia interviene en la Primera Guerra Mundial en mayo de 1915 Critica Sociale no se desmarca de su neutralidad, tampoco con los propios conflictos reformistas ni con el triunfo de la revolución bochevique de octubre de 1917, sin negar por ello la legitimidad del método revolucionario de Lenin, no cree que éste sea aplicable en Italia.
El conflicto entre las dos alas socialistas se acentúa y se convierte en algo insanable. En el congreso de Livorno de enero de 1921, la corriente de Amadeo Bordiga, que representa el ala marxista-leninista sale del partido y funda el Partido Comunista Italiano.
Desde ese momento Critica Sociale sufre la censura y el secuestro, y con lealtad, pero con falta de estrategia, defiende con coraje el orden democrático deshecho por los fascistas.
El último artículo militante salió a la luz a la mañana siguiente del asesinato de Giacomo Matteotti.
A finales del año 1925 Critica Sociale se refugia en el terreno cultural-doctrinal, aunque no consigue evitar ser suprimida con la ley fascista que prohíbe la impresión de publicaciones de oposición.
El último fascículo (n.º 18-19) lleva la fecha del 16 de septiembre - 15 de octubre de 1926.

## La Posguerra
Critica Sociale retoma las publicaciones en 1945 previa autorización del comando angloamericano en Italia firmada el 11 de agosto. La dirigen Antonio Greppi, el futuro primer alcalde de Milán tras la Liberazione y Ugo Guido Mondolfo, que la "hereda" de Filippo Turati directamente en París (donde sale un único número para impedir que algunos exponentes cercanos al PCI se apropiaran del nombre del periódico). En este periodo colabora Giuseppe Pera, bajo el seudónimo de Arturo Andrei.
No será nunca una revista de partido, pese a que en el primer congreso del PSI tras la Liberazione (abril de 1946 en Florencia) presenta una moción contra la fusión entre comunistas y socialistas, apoyando a Giuseppe Saragat con una aportación de cerca del 14 % de los votos del congreso, contribución que permite a Saragat vencer en el congreso y proponer un "pacto de unidad de acción" más suave entre el PSI y el PCI que al año siguiente, 1947, en el Palacio Barberini, se romperá en controversia con el Frente popular que se estaba organizando para las elecciones de 1948.
Desde entonces la revista siempre apoyó a Giuseppe Faravelli y a Beonio Brocchieri de la izquierda del PSDI de Saragat, acarreando por tanto un cierto aislamiento político que llevará a la crisis de la casa editorial durante la década de 1970.
Fue Bettino Craxi, poco después de haber sido elegido secretario general del PSI, el que impulsa la labor de la casa editorial de Critica Sociale para impedir su desaparición. Desde entonces la Revista sostendrá la línea llamada "autonomista" del nuevo líder socialista. Se empeña particularmente en el terreno de la solidaridad a los grupos disidentes antisoviéticos en los países del este europeo, publicando en cirílico y en inglés el periódico LISZY de Jiri Pelikan, activo organizador de los enlaces entre los disidentes tras la Primavera de Praga, imprimido y redactado en Milán paralelamente aCritica Sociale en los años 70.
La dirección de Ugoberto Alfassio Grimaldi (1974-81) dio a la revista un relanzamiento notable, caracterizándola asimismo por una mayor apertura hacia temas culturales. Se dio una nueva interrupción de las publicaciones en el bienio 1992-1994 tras el hundimiento del PSI.
Retoma las publicaciones de modo dificultoso y salteado en el resto de los años 90.
Desde el año 2000 las publicaciones vuelven a ser regularmente mensuales y desde 2005 la revista adoptó un nuevo subrítulo para su cabecera "Colloqui italo-britannici" para subrayar el apoyo a la experiencia del New Labour de Tony Blair y la antiguas y comunes raíces del socialismo fabiano de finales del siglo XIX, un socialismo no marxista de impronta liberal.